# Fahrenheit 88

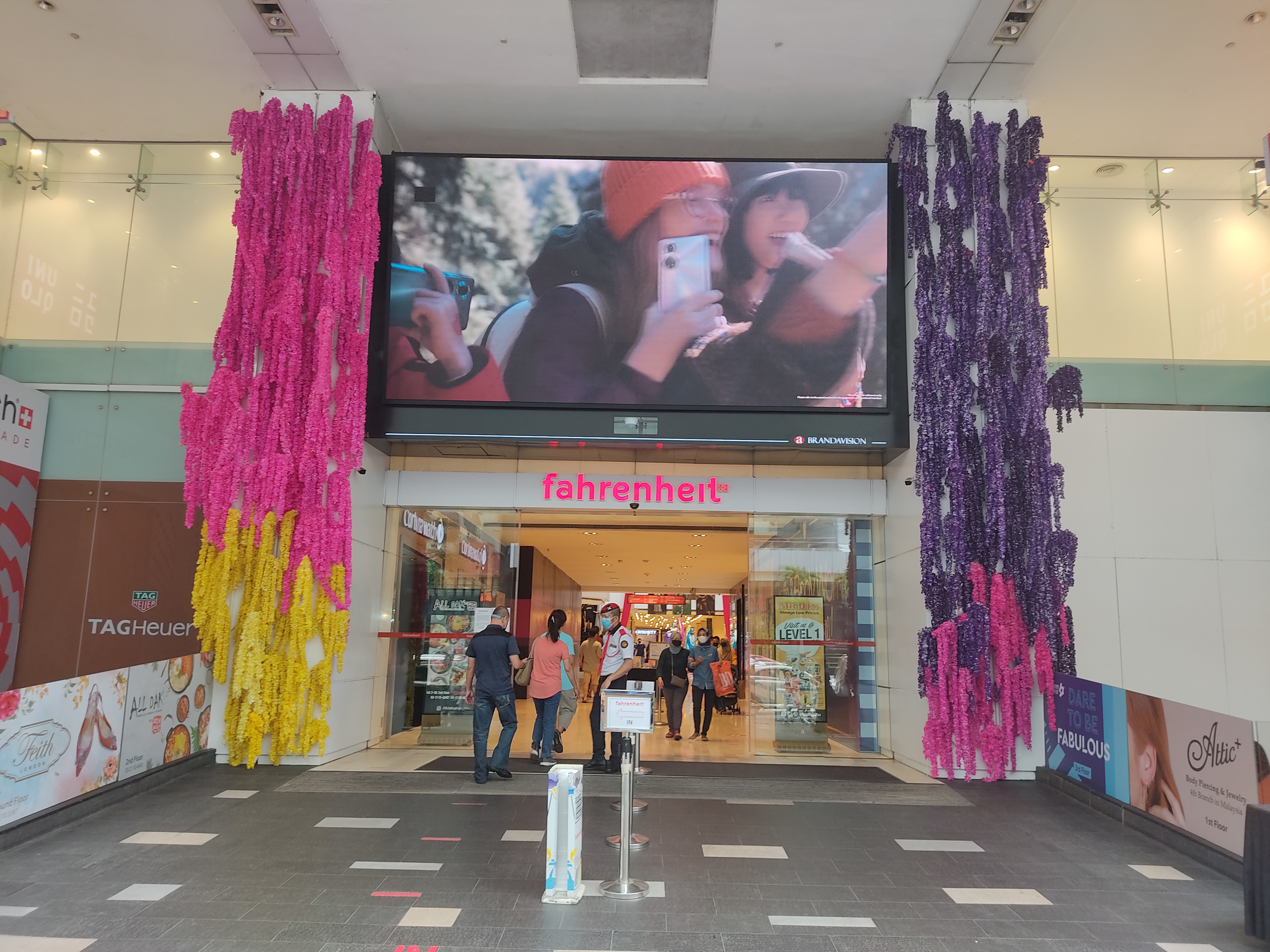
華氏88廣場入口

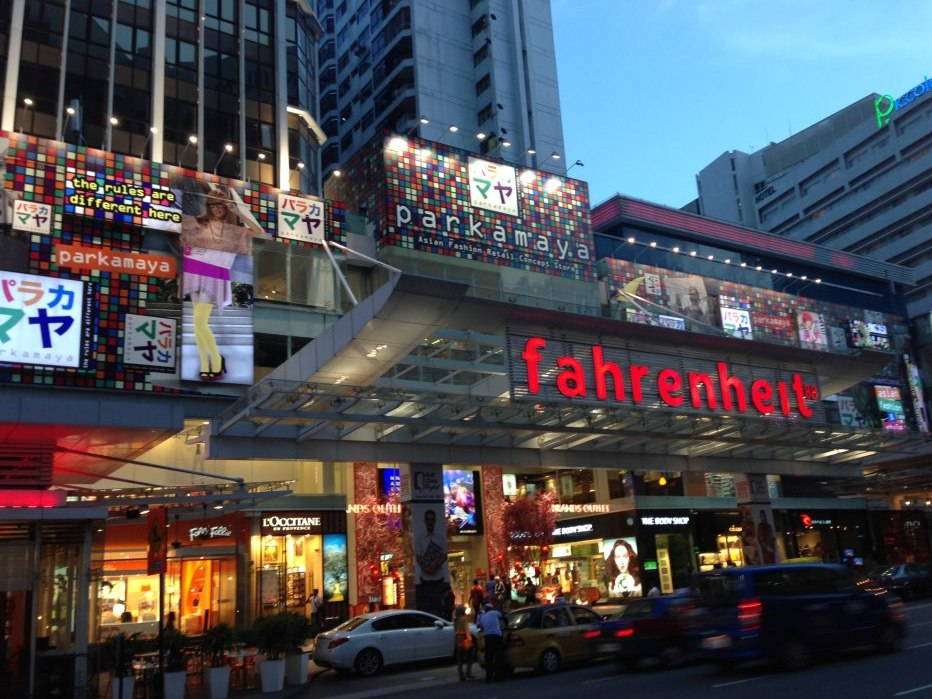
華氏88廣場外觀

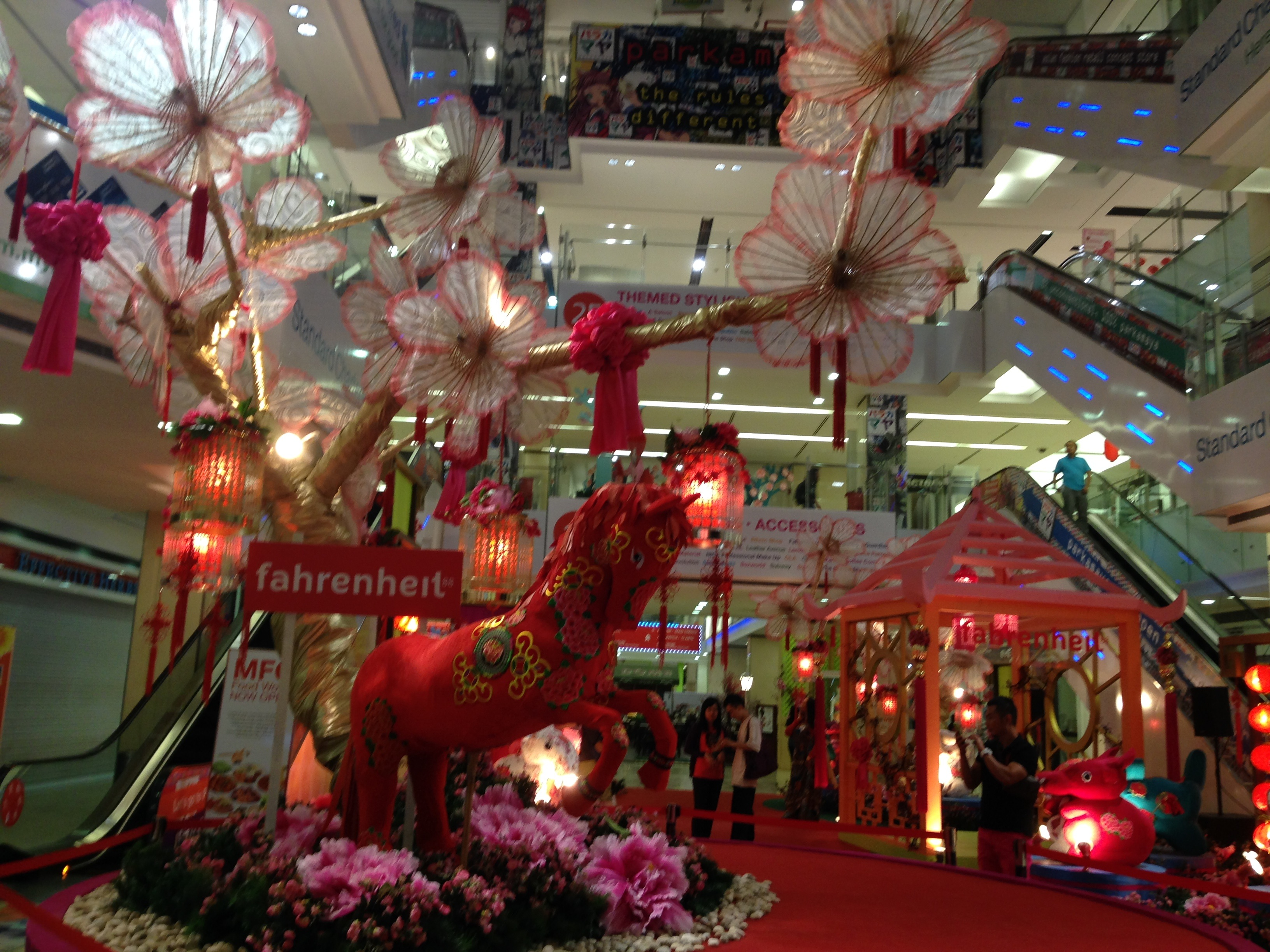
2014年華氏88廣場中庭的春節裝飾

華氏88廣場（又稱飛輪海88廣場）是一座位於吉隆坡武吉免登的購物商場，前身為吉隆坡廣場（KL Plaza）。該商場與柏威年廣場和升禧廣場毗鄰，佔地約30萬平方呎，共含5層樓，於2010年8月8日重新開幕。

## 名稱
飛輪海88廣場意為華氏88度，以此表達馬來西亞炎熱的天氣，也有暗示氣氛沸騰、火熱的意思。官方尚未對此商場發表中文譯名，但有些報章（如光明日報）將其音譯為飛輪海88。然而也有人因飛輪海88容易與台灣偶像團體名字混淆，而改稱華氏88，或直呼其英文原名。

## 經營狀況

### 吉隆坡廣場時期
在吉隆坡廣場時期，商場由成功集團經營，當時商場主要的租戶為本地設計師品牌、珠寶行、Mango、星巴克、好萊塢星球餐廳及馬來西亞規模最大的淘兒唱片（Tower Records）旗艦店。隨著音樂市場的萎縮，淘兒唱片撤出吉隆坡廣場，好萊塢星球餐廳也接著撤出，僅剩少數設計師品牌的服裝店在慘淡經營。2007年，成功集團將商場連同樓上的酒店物業，以4.7億令吉轉售給柏威年廣場。

### 華氏88廣場時期
柏威年廣場接手吉隆坡廣場後，開始進行大規模整修工作，為配合工程，商場停業一年，在2010年8月8日重新開幕，並易名為華氏88廣場。商場內估計約有280戶進駐廠商，涵蓋各類飲食、服飾、娛樂、電子商品等品牌。其中的主要租戶包括馬來西亞首間Uniqlo分店以及Celsius KL餐館酒吧，其他租戶還有Charles & Keith、Aldo、太平洋咖啡、壽司三味、Vincci（Padini子品牌）、Hush Puppies等。該商場主打的客群是消費力不高的青少年族群，因此大部分店面都是獨資經營，以售賣平價潮流服飾，不過除了Uniqlo和位處正門附近的店面，商場其他部分的人流量屬於偏少。

## Parkamaya
商場頂樓原本規劃為電子用品專區，因招商不佳，僅有少數的店家營業。柏威年廣場希望能複製Tokyo Street的成功經驗，因此商場管理層回收該樓層的單位，與日資百貨巴而可（Parco）合作，將73,000平方呎的面積改成售賣日韓港台服飾的潮流地帶，並將該區塊改稱Parkamaya，於2012年12月開始經營。

## 公共交通
位於吉隆坡金三角黃金地帶，民眾可乘搭吉隆坡單軌列車在武吉免登站（也可通过双加捷运抵达）或拉惹朱蘭站下車走一小段路抵達。許多巴士服務，如吉隆坡快捷通巴士（RapidKL）、GO吉隆坡城市巴士（GOKL，免费巴士）等都有路線直達这里。

## 外部連結
- 飛輪海88官方網站（页面存档备份，存于）